# Allium esfandiarii
Allium esfandiarii là một loài thực vật có hoa trong họ Amaryllidaceae. Loài này được Matin mô tả khoa học đầu tiên năm 1989.